# わかってよねえ先生
わかってよねえ先生は、2013年に発売されたTEAM MII（現・3776）のシングル。

## 解説
- TEAM MIIのお披露目イベントに数名のメンバーが学校行事を休んで出演した為、先生・市民からの苦情が寄せられた。これに対するアンサーソングとして『わかってよねえ先生』が制作された[1]。

## 収録曲
- 全作詞・作曲：石田彰

1. わかってよねえ先生
2. ノートブックの私
3. こそばゆいな
4. わかってよねえ先生[Instrumental]
5. ノートブックの私[Instrumental]
6. こそばゆいな[Instrumental]